# 盧伊丘哈薩山
12°34′59″S 74°33′51″W / 12.58306°S 74.56417°W
盧伊丘哈薩山（Luychujasa），是秘魯的山峰，位於該國中南部萬卡韋利卡大區，由丘爾坎帕省的安科區負責管轄，屬於安地斯山脈的一部分，海拔高度4,400米。